# Noferubiti
Noferubiti (Ahbetnoferu) ókori egyiptomi hercegnő a XVIII. dinasztia idején, I. Thotmesz és Ahmesz lánya.
Szüleivel együtt ábrázolják nővére, Hatsepszut Dejr el-Bahari-i templomában. Fiatalon meghalt. Ő volt az egyetlen, akiről biztosan tudni, hogy Hatsepszut édestestvére; fiútestvérei közül Thotmeszről biztosan tudni, hogy csak féltestvére volt, a többi fiúnak nem tudni biztosan, ki volt az anyja.